# Руднєв Семен Васильович

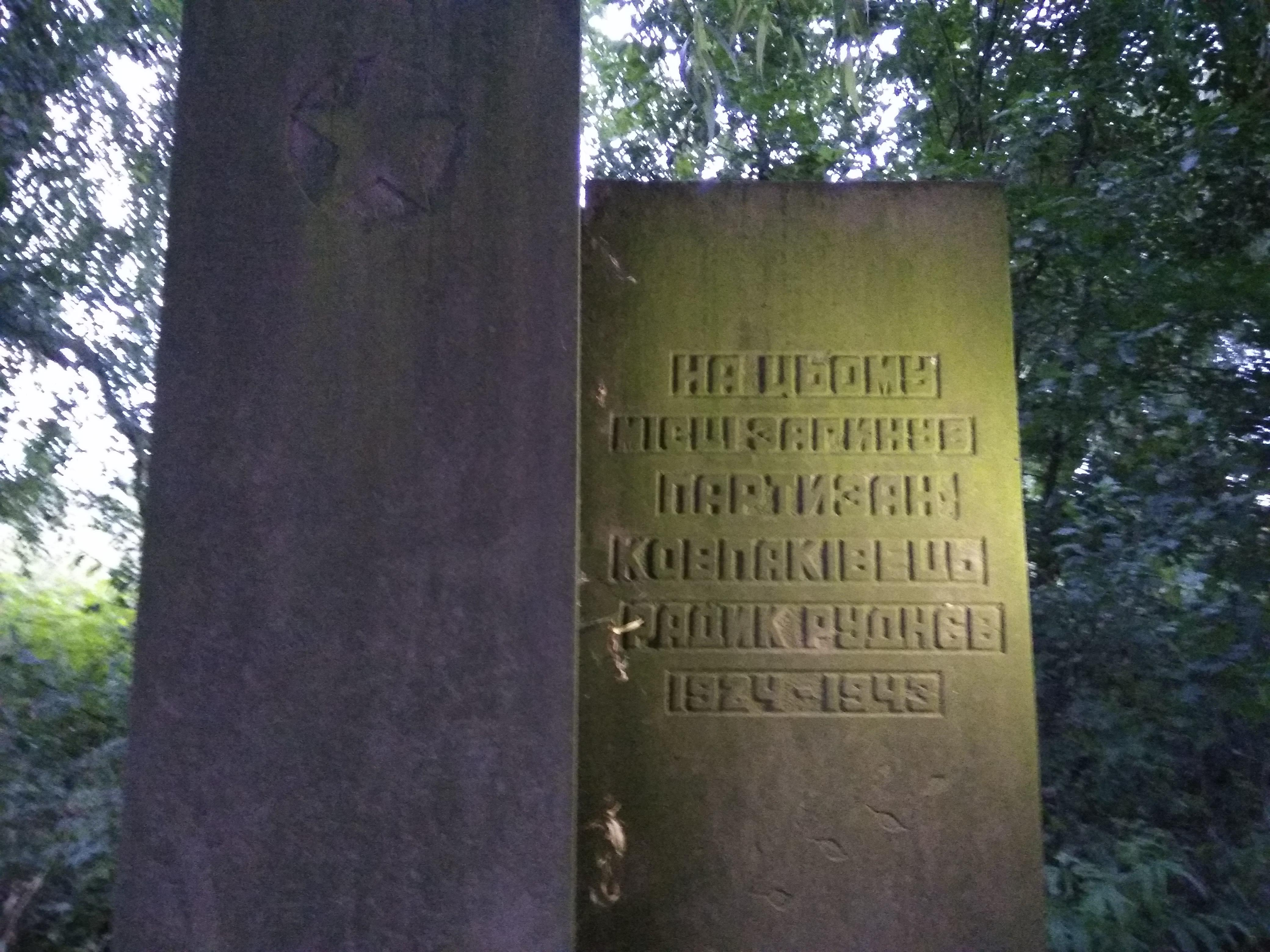

Семе́н Васи́льович Ру́днєв (15 (27) лютого 1899, хутір Мойсіївка, нині село Руднєве Путивльського району Сумської області — 4 серпня 1943, біля смт Делятин Надвірнянського району Івано-Франківської області) — активний діяч радянського партизанського руху, комісар з'єднання під командуванням С. А. Ковпака, генерал-майор (1943), Герой Радянського Союзу (1944, посмертно). З вересня 1942 р. був членом підпільного ЦК КП(б)У.

## Біографія
Під час Української революції воював проти української армії. Потім був командиром у Червоній армії. У травні 1938 року його обрали головою Путивльської районної ради Тсоавіахіму. 
У 1938 році органи НКВС заарештували С. Руднєва, звинувативши його у шпигунстві, скоєнні диверсії та контрреволюційній діяльності. Однак після недовгого перебування в ув'язненні він у 1939 році був звільнений. На пропозицію повернутися до Червоної армії Руднєв відмовився, про що потім шкодував.
З початком Радянсько-німецької війни організував на Сумщині місцевий партизанський загін. Згодом Руднєв став активним діячем радянського партизанського руху, комісаром з'єднання іншого путивлянина — Сидора Ковпака.  
Дослідження стоденного Карпатського рейду 1943 року Сумського партизанського з'єднання під проводом генерал-майора Сидора Ковпака можна знайти в посиланнях. Під час цього походу брав участь у бойових зіткненнях із загонами УПА.
Відповідно до ранньої радянської офіційної версії, у бою біля Заріччя у вересні 1943 року був тяжко поранений і за нез'ясованих обставин загинув разом зі своїм старшим сином Радієм. Згідно з пізнішими даними, відкритими під час "гласності" наприкінці 1980-х —на початку 1990-х років (газета "Правда"), Семена Руднєва, як недостатньо лояльного Москві, застрелила двома пострілами у скроню радистка спецгрупи П. Вершигори Анна Туркіна (Лаврухіна), яка мала персональне спецзавдання. 
Левко Лук'яненко, хоч і не займався історичними дослідженнями з цієї теми, пише:
| То може з новітньою історією Ви краще знайомі й знаєте, що комісара ковпаківського партизанського загону Руднєва чекісти в спину вбили за його намір домовитися з УПА про спільну боротьбу супроти фашистів? |
Версію про вбивство С.Руднєва висунув учасник партизанського руху, соратник С. Руднєва і С. Ковпака Герой Радянського Союзу Петро Брайко, але не зміг навести жодних документальних доказів на її користь. Крім того, тих людей, які за твердженням П.Брайка, могли б підтвердити інформацію про вбивство С.Руднєва, немає серед живих. Доки ж вони були живі, П.Брайко чомусь не озвучував свою версію.
Дмитро Веденєєв, заступник голови Українського інституту національної пам'яті, вважає що офіційна версія є правдивою.

## Нагороди
- медаль "Золота Зірка" Героя Радянського Союзу
- два ордени Леніна
- орден Червоного Прапора
- орден Червоної Зірки
- орден "Знак Пошани"
- медаль «Партизанові Вітчизняної війни» 1-го ступеня